# سارة ماركيز
سارة ماركيز هي مغامرة وكاتِبة سويسرية، ولدت في 20 يونيو 1972 في دوليمو في سويسرا.

## وصلات خارجية
- الموقع الرسمي